# El rescate botarate
El Rescate Botarate  es una historieta de Mortadelo y Filemón serializada en 1990 en la revista Mortadelo. A pesar de contar con la firma de Francisco Ibáñez en varias de sus páginas, Miguel Fernández Soto, entre otros autores confirman, ante los evidentes cambios de estilo artístico a lo largo del álbum, que se trata de otra de las varias historietas largas apócrifas de ese periodo (Finales de los 1980), de factura ajena y de firma "tampón" de estampa automatizada, realizada en conjunto por varios autores distintos a Ibáñez.

## Trayectoria editorial
La historieta aparece firmada en 1989 pero empezó a serializarse en 1990 en la revista Mortadelo números 141 a 146. Poco después fue recopilada en el número n.º 376-M188 de la 2º Colección Olé! pequeña, la 1º Edición de Ediciones B 
En la Colección Olé! actual, 3º Edición de Ediciones B, aparece repartida entre los números Olé! Nº6, 9 y 43, como últimas páginas de la aventura principal.

## Sinopsis
El gobierno de Bolín del Este (Parodia de países Despóticos y Autoritarios de Oriente) es famoso por encerrar a todo el que no comulga con sus ideas. El Súper encarga a Mortadelo y Filemón que rescaten a todos los Disidentes, que han sido encerrados y apresados.